# Beth midrash

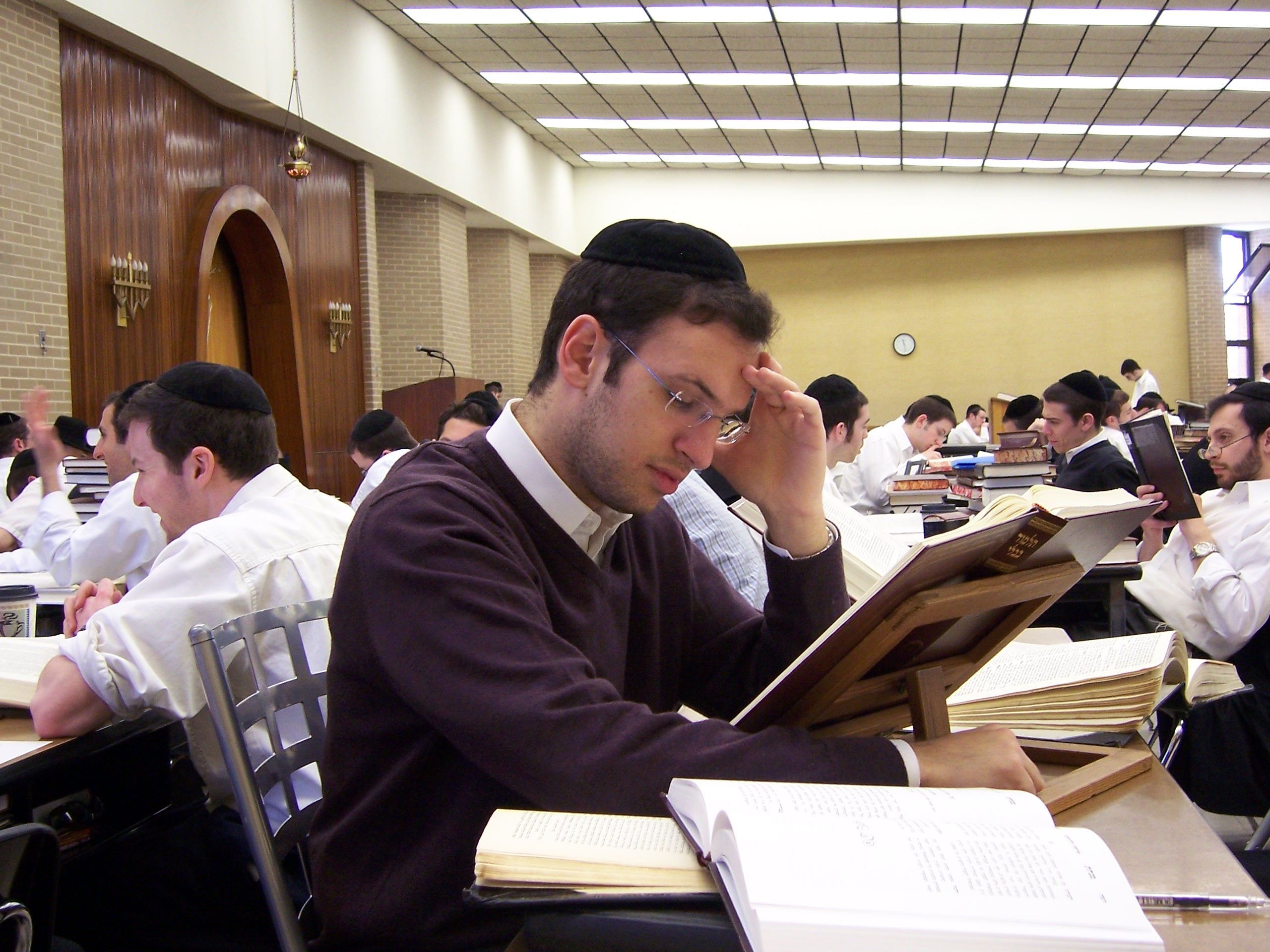
Estudante num Beth Midrash

O Beth Midrash (em hebraico: בית מדרש; também Beis Medrash ou Beit Midrash, plural batei midrash ou botei medrash) é um local dedicado ao estudo e aprendizado da Torá (que significa "Casa de Interpretação" ou "Casa de Aprendizagem" em hebraico). Geralmente localizado no edifício ou complexo da Sinagoga, o Beit Midrash é um centro de ensino religioso que desempenha um papel fundamental no estudo dos textos e comentários clássicos do Talmude. Além disso, funciona como local de oração para aqueles que se reúnem para a aprendizagem. 
É diferente de uma sinagoga (beth knesseth), a qual é uma casa oração, embora ambas tenham íntima relação e possam funcionar em locais próximos ou, até mesmo, no mesmo local. Em iídiche, o beth midrash pode ser referido como zal, ou seja, "sala". Beis midrash também pode se referir a uma yeshiva gedolah, o programa de graduação em ortodoxia, para meninos acima do 12º ano.  Possui certa similaridade o correlato cristão para catecismo ou escola dominical.  
É um local usado para estudo, discussão e oração da Torá. No passado, também foi usado como sede de comitês de assuntos públicos. O termo beit midrash indica um local especial para o estudo da Torá, distinto de uma sinagoga , que indica um local de oração. Embora as orações sejam realizadas no primeiro dia, o principal é realmente estudar. Na Europa Oriental, o apelido "Kloiz" prevaleceu para o Beit Midrash. 

## Estrutura
Em um beth midrash há bancos ou cadeiras com mesas, nas quais os livros são colocados. Um beth midrash característico possui várias centenas de livros, com várias cópias do Talmude, da Torá, de siddurim (livros de orações), Shulchan Aruch, Mishneh Torah, Arbaah Turim e outros livros frequentemente consultados.Na tempos atuais, "batei midrash" são tipicamente as salas de estudo yeshivot ou instituições de estudo religioso.  Nas yeshivas lituanas, o beth midrash terá shtenders (mesas verticais que lembram púlpitos; a palavra iídiche é derivada do alemão Ständer).  Nos tempos modernos, os batei midrash são normalmente encontrados como salas de estudo centrais de yeshivas ou kollels independentes, ambas instituições de estudo da Torá. O local e a instituição de estudo são frequentemente trocados, portanto, na linguagem popular, as yeshivot são às vezes chamadas de beth midrash. Um beth midrash  também pode ser alojado em uma sinagoga, ou vice-versa. Na antiguidade, esta é uma questão de debate. Muitos batei midrash servem originalmente à comunidade, mas atraem uma yeshiva no decorrer de sua existência. 

## Origem
A literatura rabínica antiga, incluindo o Mishnah, menciona o beth midrash como instituição distinta do beth din e do Sinédrio. Seu objetivo era o de estudo e interpretação da Torá, assim como para o desenvolvimento da halakha (a aplicação prática da lei judaica). A origem do beth midrash, ou casa de estudo pode ser traçado a partir do início do período rabínico, em seguida à destruição do Templo de Jerusalém em 70 d.C.. A primeira escola rabínica foi criada por Yochanan ben Zakkai em Yavneh. Outras escolas oficiais foram depois estabelecidas por diferentes rabinos. 
A lenda descreve Shem e Èber como os primeiros a estabelecer um midrash, onde os pais da nação estudavam. No final do período do Segundo Templo, havia escolas  para estudos de Torá para estudantes mais velhos, e adultos cuja Torá estava correta também vinham estudar lá. A antiga forma do midrash era oratória; Ou seja, o rabino senta-se com seus alunos ao seu redor e exige que eles leiam oralmente e os interpretem, porque " coisas que são orais você não pode escrever ", e eles as afiam para ele com dificuldade. Com o passar dos anos, desde que a mishna foi escrita, a forma de estudo passou gradualmente a ser estudo pessoal (autodidata) ou com apoio de um amigo.  
Devido à extrema importância atribuída ao estudo da Torá (Pentateuco), o Beit Midrash é considerado mais sagrado até mesmo do que a sinagoga. É permitido, inclusive, vender uma sinagoga com o propósito de adquirir ou construir um Beit Midrash. A tradição afirma que o primeiro Beit Midrash foi estabelecido por Sem, filho de Noé, e seu descendente Éber. O Midrash lista vários personagens bíblicos que, segundo relatos, estudaram em um Beit Midrash ou foram seus fundadores. Um dos primeiros exemplos documentados envolve Chemayh e Avtalyon, Sábios de Israel do século I a.C. Nesse contexto, era necessário pagar para ter o direito de entrar. Hillel, que mais tarde se tornou um dos maiores Sábios da história judaica, ilustra um episódio interessante, subindo ao telhado para poder escutar as atividades de estudo realizadas no Beit Midrash. 
Na Antiguidade Tardia, o "beth midrash" desenvolveu-se junto com a sinagoga em algo diferente, mas relacionado. A natureza da conexão entre o "beth midrash" e a sinagoga é relacionada à questão da autoridade rabínica no judaísmo tardio antigo - um assunto que rende um considerável debate entre os estudiosos hoje.  Dentro de um Beth Midrash, os estudiosos judeus se reúnem para discutir, analisar e interpretar os textos sagrados. É um ambiente de aprendizado mais informal e interativo, onde os alunos podem fazer perguntas, participar de debates e aprofundar sua compreensão das tradições e leis judaicas. Por outro lado, a "Sinagoga" é um local de culto judaico. O termo significa "assembleia" em grego e é o lugar onde os judeus se reúnem para orar, ler as Escrituras e realizar cerimônias religiosas. A Sinagoga desempenha um papel central na vida religiosa e comunitária judaica, servindo como um local para serviços religiosos, estudo, reuniões comunitárias e eventos sociais. 
A principal diferença entre um Beth Midrash e uma Sinagoga é o propósito predominante de cada local. O Beth Midrash é voltado principalmente para o estudo e a aprendizagem, enquanto a Sinagoga é um local de oração e culto. No entanto, muitas comunidades judaicas modernas podem ter instalações que sirvam para ambos os propósitos, integrando estudo e culto em um mesmo espaço.  O termo árabe "madrasah" é derivado da mesma raiz semítica e refere-se a qualquer tipo de instituição educacional. A raiz "דרש" significa "buscar [conhecimento]" e é então seu significado generalizada podendo significar local de "aprendizado".  
Durante a Idade Média e em períodos posteriores, era comum encontrar um Beit Midrash em cada cidade. Nesses locais, as pessoas podiam dedicar o dia inteiro ao estudo do Talmud, enquanto aqueles que trabalhavam para se sustentar tinham a opção de frequentar o Beit Midrash antes ou depois do expediente, dedicando algumas horas ao estudo. Às vezes, o Beit Midrash também era incorporado à Sinagoga, o que podia causar confusão entre os dois. Embora a comunidade Beit Midrash tenha praticamente deixado de existir hoje em dia, algumas sinagogas mantêm seu próprio Beit Midrash.  Atualmente, cada Yeshivá possui seu próprio Beit Midrash, onde o foco é no estudo, e é frequentemente utilizado pelos membros da comunidade que buscam aprendizado. Na Alemanha, o Beit Midrash é chamado de "Klaus", e em comunidades chassídicas, é referido como Shitbl. Em países muçulmanos, o termo simplesmente utilizado é Midrash. 
A literatura rabínica antiga, incluindo a Mishná, faz menção ao beth midrash como uma instituição distinta do beth din e do Sinédrio. Foi concebido como um local de estudo e interpretação da Torá, bem como do desenvolvimento da halakha (a aplicação prática da Lei Judaica). A origem do beth midrash, ou casa de estudo, pode ser atribuída ao início do período rabínico, após o Cerco de Jerusalém (70 dC), no qual ocorreu a destruição do Templo. A primeira escola rabínica conhecida foi fundada pelo Rabino Yochanan ben Zakkai em Yavne. Outras escolas oficiais logo foram estabelecidas sob diferentes rabinos. Esses homens traçaram suas raízes ideológicas até os rabinos do final do período do Segundo Templo, especificamente as Casas de Hillel e Shammai, duas escolas de pensamento. 
No final da antiguidade, o Beth Midrash desenvolveu-se junto com a sinagoga em uma instituição distinta, embora um tanto relacionada. A principal diferença entre o beth midrash e o beth ha-keneseth (sinagoga) é que o beth ha-keneseth é santificado apenas para oração e que mesmo o estudo da Torá violaria sua santidade, enquanto no beth midrash tanto o estudo da Torá quanto a oração são permitidos. Por esta razão, a maioria das sinagogas designa seu santuário como um beth midrash, para que, além da oração, o estudo da Torá também seja permitido. 

## Beit Midrash pluralistas
Nas últimas décadas, até mesmo judeus não religiosos encontraram interesse em estudar no Beit Midrash, em instituições como em "Alma, uma casa da cultura hebraica" em Tel Aviv, no Beit Midrash "Elul" em Jerusalém, no "Bemidbar" em Jerusalém e muito mais. As escolas pluralistas de midrash (também conhecidas como revivalistas) partem de um ponto de partida diferente das escolas clássicas de midrash yeshiva: enquanto nessas escolas de midrash o conceito é geralmente de uma verdade que deve ser ensinada, nas escolas midrash modernas a abordagem é Pluralidade (pluralista) para começar, é baseada na mistura de diferentes gêneros literários (Halacá, poesia, filosofia, etc.). O estudo ocorre sentado em círculo, o que expressa a democracia e a tentativa de conter as diferentes opiniões que existem no grupo: "Um beit midrash pluralista é, portanto, um lugar onde pessoas de diferentes origens e diferentes visões de mundo vêm estudar juntas e ter um diálogo com os textos judaicos e um diálogo entre eles, aprendendo para a expansão pessoal e conhecendo os outros, para o crescimento, tanto para o midrash pessoal quanto público." 